# Dumka (huyện)
Huyện Dumka là một huyện thuộc bang Jharkhand, Ấn Độ. Thủ phủ huyện Dumka đóng ở Dumka. Huyện Dumka có diện tích 5518 ki lô mét vuông. Đến thời điểm năm 2001, huyện Dumka có dân số 1754571 người.